# Gryon bicolor
Gryon bicolor är en stekelart som först beskrevs av William Harris Ashmead 1894.  Gryon bicolor ingår i släktet Gryon och familjen Scelionidae. Inga underarter finns listade i Catalogue of Life.